# Isla Zacatillo
Isla Zacatillo, auch Isla Punta Zacate genannt, ist eine Insel in El Salvador. Sie liegt rund 9 Kilometer südöstlich des neuen Hafens Puerto La Unión Centroamericana im Golf von Fonseca. 
Knapp 700 Meter vor der Ostküste liegt das unbewohnte Eiland Isla Ilca und etwa zwei Kilometer südöstlich die vom Militär verwaltete Insel Isla Martín Pérez.
Isla Zacatillo gehört administrativ zum Departamento La Unión und hat eine Fläche von rund 4 km². Zacatillo war in der Vergangenheit eine Gefängnisinsel und trägt deshalb noch heute den Spitznamen Alcatraz de El Salvador. Die heutigen rund 1800 Bewohner sind in der Fischerei, Landwirtschaft, Viehzucht und dem Tourismus tätig. 
Bekannter Badestrand ist die Playa de Caguamo. Es gibt auf der Insel drei kleine Hotels, einen Supermarkt, eine Kirche (Iglesia Apostoles y Profetas), ein kleines Krankenhaus und einen Sportplatz. 2004 wurden die Verbindungsstraßen zwischen den vier Siedlungen von Zacatillo neu angelegt und die Trinkwasserversorgung modernisiert. Die Cooperación Española hatte diese Bauarbeiten finanziert.